# Delias catisa
Delias catisa is een vlindersoort uit de familie van de Pieridae (witjes), onderfamilie Pierinae.
Delias catisa werd in 1912 beschreven door Jordan.